# Erdeni (Mandchou)
Pour les articles homonymes, voir Erdeni.
Erdeni (Mandchou; ᡝᡵᡩᡝᠨᡳ, translittération : Erdeni ; chinois : 额尔德尼 ; pinyin : éěrdéní), né en 1592, décédé en 1634, est un général mandchou de la bannière jaune mandchoue (zh), une division de la bannière jaune parmi les huit bannières, sous la dynastie Qing.
Il fait partie du clan Nara (zh) (mandchou : ᠨᠠᡵᠠ ; chinois : 纳喇氏) ou famille Nara.